# أخيضر أزرق الرأس
أخيضر أزرق الرأس (الاسم العلمي:Vireo solitarius) (بالإنجليزية: Blue-headed Vireo)‏ هو نوع من الطيور يتبع جنس الأخيضر من الفصيلة الأخيضرية.